# Herrgärdets IP
Herrgärdets IP var en idrottsplats i Västerås i Västmanlands län. Idrottsplatsen var hemmaarena för Västerås IK i den första upplagan av Fotbollsallsvenskan, som spelades säsongen 1924/1925.

### Fotnoter
1. ↑  ”Matchreferat Allsvenskan”. gais.se. Arkiverad från originalet den 7 oktober 2012. https://web.archive.org/web/20121007201723/http://www.gais.se/fotboll/GAIS.nsf/0/87DC69EA42FF5D7EC1256F1C004C52E3. Läst 16 december 2011.